# Полилов, Алексей Алексеевич
Алексей Алексеевич Полилов (род. 22 июня 1981 года) — российский учёный-энтомолог, член-корреспондент РАН (2022), доктор биологических наук (2014), профессор РАН (2015), заведующий кафедрой энтомологии биологического факультета МГУ.

## Биография
Родился 22 июня 1981 года в Москве.
В 1998 году — закончил биологическую школу № 175 Москвы и поступил на биологический факультет МГУ.
В 2003 году — с красным дипломом окончил кафедру энтомологии и поступил в кафедральную аспирантуру.
В 2006 году — защитил кандидатскую диссертацию, тема: «Морфологические особенности насекомых, связанные с миниатюризацией».
В 2014 году — защитил докторскую диссертацию, тема: «Особенности строения мельчайших насекомых».
С 2006 года — работает на кафедре энтомологии биологического факультета МГУ, с 2014 года — заведующий кафедрой энтомологии.
В 2015 году — присвоено почётное учёное звание профессора РАН.
В 2022 году — избран членом-корреспондентом РАН от Отделения биологических наук.

## Общественная позиция
В феврале 2022 года подписал открытое письмо российских учёных и научных журналистов с осуждением вторжения России на Украину и призывом вывести российские войска с украинской территории.

## Научная деятельность
Специалист в области энтомологии, а именно сравнительной и эволюционной морфологии насекомых.
Научные интересы: функциональная и эволюционная морфология мельчайших насекомых (Coleoptera: Ptiliidae, Corylophidae; Hymenoptera: Mymaridae, Trichogrammatidae); особенности строения и ультраструктуры насекомых, связанные с миниатюризацией; систематика, зоогеография, биология перокрылок (Coleoptera: Ptiliidae).
Опыт полевой работы: более 25 месяцев в экспедициях, как по России, так и за рубежом.

### Научно-организационная деятельность
- член-корреспондент Московского общества испытателей природы (c 2003 года)
- член Русского энтомологического общества (с 2006 года)

## Награды
- Премия Президента Российской Федерации в области науки и инноваций для молодых учёных (2013) — за результаты исследований строения и пределов миниатюризации мельчайших многоклеточных живых организмов[4]
- Лауреат Соросовской стипендии 1999—2000 годов
- Лауреат стипендии Правительства Российской Федерации 2004—2005 гг.
- Лауреат международного конкурса молодых ученых «Ломоносов-2004»
- Лауреат стипендии Президента Российской Федерации 2005—2006 годов
- Победитель конкурса научных работ молодых ученых МГУ 2010 года
- Победитель конкурса работ молодых ученых РАН 2011 года
- Лауреат Научной премии Сбера (2023)[5]